# Sedlo Priehyb
Sedlo Priehyb (1462 m) – przełęcz w Małej Fatrze na Słowacji. Znajduje się w głównej grani Małej Fatry Krywańskiej, pomiędzy szczytami Mały Krywań (1671 m) i Stratenec (1513 m). Południowe stoki o nazwie Pod Kriváňom opadają do najwyższej części Sučiańskiej doliny, północne do Belianskiej doliny. Tuż po zachodniej stronie przełęczy odchodzi w północno-zachodnim kierunku grzbiet oddzielający Belianską dolinę od doliny Kúr.
Grań przełęczy jest wąska. Stoki południowe są trawiaste – to pozostałości dawnej hali pasterskiej. Nieco poniżej przełęczy znajduje się w nich źródełko. Stoki północno-wschodnie porośnięte są kosodrzewiną i należą do rezerwatu przyrody Prípor. Na przełęczy krzyżują się trzy szlaki turystyczne. Główną granią biegnie szlak czerwony, który jest odcinkiem międzynarodowego szlaku pieszego E 3, południowe zbocza tej grani trawersuje szlak żółty, z doliny Kúr dochodzi szlak niebieski. Z przełęczy rozległe widoki.

## Szlaki turystyczne
odcinek: Nezbudská Lúčka – Podhradské – Chata pod Suchým – sedlo Príslop pod Suchým – Javorina – Suchý – Białe Skały – sedlo Vráta – Stratenec – sedlo Priehyb – Mały Krywań – Koniarky – Bublen – Pekelník – Wielki Krywań – Snilovské sedlo. Czas przejścia: 7.10 h, ↓ 6.25 h:
  Krasňany – dolina Kúr – sedlo Priehyb. Czas przejścia 3. 30 h, ↓ 2.30 h
  Sedlo Priehyb – Sedlo pod Suchým – Príslop pod Suchým – sedlo Vráta. Czas przejścia 2.10 h, ↓ 2 h